# برتون وودز (نیوهمپشایر)
برتون وودز (به انگلیسی: Bretton Woods) یک منطقهٔ مسکونی در ایالات متحده آمریکا است که در Carroll واقع شده‌است. برتون وودز ۴۹۷٫۱۳ متر بالاتر از سطح دریا واقع شده‌است.